# Młynek (jezioro na Pojezierzu Żnińsko-Mogileńskim)
Młynek, Kamionek – jezioro w Polsce, położone w województwie wielkopolskim, w powiecie gnieźnieńskim, w gminie Trzemeszno, na obszarze Pojezierza Żnińsko-Mogileńskiego. 

## Charakterystyka
Zachodni brzeg akwenu zajmuje las, wschodni – łąki, północny i południowy – bagna.

## Dane morfometryczne
Zwierciadło wody położone jest na wysokości 101,7 metrów. Maksymalna głębokość wynosi 13 metrów.